# Francine Zouga
Francine Estelle Zouga Edoa (Yaoundé, 9 de novembre de 1987) és una futbolista camerunesa que juga com a migcampista al Montpeller francès.

## Trajectòria
Al Camerun va jugar el 2006 al Louves Minprof i entre 2007-2012 al Lorema Yaoundé. En 2009 va debutar amb la selecció del Camerun.
Després de jugar els Jocs Olímpics 2012 amb Camerun, el 2013 va fitxar pel SSVSM Almaty, amb el qual va debutar en la Lliga de Campions. A l'any següent va donar el salt a la lliga francesa, al Montpeller.